# Gudari (Odisha)
Gudari es una ciudad y comité de área notificada situada en el distrito de Rayagada en el estado de Odisha (India). Su población es de 6931 habitantes (2011). Se encuentra a orillas del río Vamsadhara a 263 km de Bhubaneswar y a 48 km de Rayagada.

## Demografía
Según el censo de 2011 la población de Gudari era de 6931 habitantes, de los cuales 3479 eran hombres y 3452 eran mujeres. Gudari tiene una tasa media de alfabetización del 81,18%, superior a la media estatal del 72,87%: la alfabetización masculina es del 89,26%, y la alfabetización femenina del 73,09%.